# Miami (Ronny J, Sfera Ebbasta e Duki)
Miami è un singolo del rapper statunitense Ronny J, del rapper italiano Sfera Ebbasta e del rapper argentino Duki, pubblicato il 5 giugno 2020.

## Tracce
1. Miami – 3:01

## Classifiche
| Classifica (2019) | Posizione massima |
| ----------------- | ----------------- |
| Italia            | 83                |